# Lemmings (jeu vidéo, 2006)
Pour les articles homonymes, voir Lemming.
Lemmings est un jeu vidéo de réflexion développé par Team17, sorti en 2006 sur PlayStation 2, PlayStation 3 et PlayStation Portable.
Le jeu fait partie de la série Lemmings. La version PSP, déclinée sur PlayStation 2, est une adaptation de l'épisode original de 1991 avec l'ajout d'un éditeur de niveau, une première dans la série. La version PlayStation 3 est un épisode inédit commercialisé en téléchargement.

## Système de jeu
Le principe demeure identique à l'épisode original de 1991. Le joueur doit guider jusqu'à cent lemmings, petites créatures écervelés, dans des niveaux semés d'embuches en leur attribuant des aptitudes. Il existe huit types d'aptitudes, disponibles en quantité limitée : grimpeur, parachutiste, exploseur, bloqueur, constructeur, foreur, pelleteur et mineur. Il y a un temps imparti et un nombre de lemmings minimum à sauver pour terminer les niveaux. Les niveaux sont répartis sur quatre niveaux de difficulté. Les environnements sont désormais modélisés en 3D. L'interface permet de zoomer sur l'aire de jeu pour être plus précis et intègre la fonction avance rapide qui permet d'accélérer le déroulement.
Les versions PlayStation Portable et PlayStation 2 sont relativement proches en termes de contenu et de réalisation. Les jeux proposent les 120 niveaux de l'original ainsi que 36 niveaux inédits. Ils implémentent un éditeur de niveau, avec la possibilité sur PSP d'échanger ses créations avec d'autres joueurs grâce au mode Wi-Fi. La version PS2 présente également le mode EyeToy qui propose d'utiliser la caméra de Sony pour guider les lemmings : le joueur se voit en surimpression à l'écran et doit utiliser son corps pour créer des ponts, des barrières, déplacer les créatures, etc. Des gestes trop brusques font éclater les bestioles.
La version PlayStation 3 propose 45 niveaux inédits. Le gameplay présente des éléments nouveaux ou tirés de divers épisodes de la série, tels les aptitudes collectables dans le décor, le téléporteur, la machine à cloner, des niveaux à l'architecture verticale ou aux éclairages dynamiques. Le jeu présente de nouveaux thèmes graphiques et sonores et une réalisation plus détaillée. Le jeu inclut un classement en ligne. Il est sorti en téléchargement sur le PlayStation Network à prix réduit (4,99 €). La mise à jour 2.0 a ajouté le support des Trophées en septembre 2009.